# Ідеальне покарання
«Ідеальне покарання» (англ. A Perfect Fit) — науково-фантастичне оповідання американського письменника Айзека Азімова, опубліковане у жовтні 1981 року в журналі EDN. Оповідання ввійшло до збірки «Вітри перемін та інші історії» (1983).

## Сюжет
Ян Бредстоун порадив команді шахістів виграшний хід в партії проти комп'ютера, проте відмовився від честі зробити його і перелякано втік. Він тинявся голодний по місту уникаючи громадських закладів. Врешті, щоб втамувати голод, йому вдалося умовити школяра зробити замовлення на Янову кредитку. Коли батько школяра знайшов дивакуватого незнайомця, той розповів йому свою історію: за вчинену Яном хакерську атаку, йому було призначене покарання — неможливість користування будь-якими електронними пристроями, що зробило його безпорадним у сучасному комп'ютеризованому суспільстві.